# Květoslava Bartoňová
Květoslava Bartoňová (rozená Axmanová) (7. března 1928, Olomouc–Řepčín – 2017) byla ve svých osmnácti letech (v roce 1945) jako studentka Učitelského ústavu v Olomouci poslána s charitativní sbírkou šatstva a dalších potřebných věcí na Slovenskou do Údolí smrti, kde se v roce 1944 odehrávaly nejtěžší tankové boje Karpatsko-dukelské operace. Nesmírná bída lidí (a hlavně dětí) žijících tam ve zcela zpustošeném kraji ji přivedla do Československé společnosti, pod jejíž záštitou sama zorganizovala a finančně i materiálně zajistila převoz a roční pobyt pětačtyřiceti dětí v Olomouci. Část ze slovenských dětí zůstala na Moravě na trvalo, několika sirotků se ujali adoptivní rodiče. O tomto svém počinu za svého života nikde nereferovala ani se zachráněnými dětmi později cíleně nekontaktovala.

## Život

### Rodinný původ a druhá světová válka
Květoslava Bartoňová se narodila dne 7. března 1928 v Olomouci–Řepčíně do rodiny Františka Axmana, který během první světové války na ruské frontě dobrovolně vstoupil do československých legií a s nimi prošel celou sibiřskou anabází (i bitvy u Zborova a bitvy u Bachmače). Po skončení první světové války se František Axman vrátil do Československa a u Československých státních drah se vypracoval až na místo vrchního oficiála. V roce 1932 si Axmanovi vzali státní půjčku a postavili si dům v Neředíně a přestěhovali se tam. V Neředíně prožila Květoslava a její sestra Miluše svoje dětství. Na konci druhé světové války vedla jejich zahradou v Neředíně bojová linie, čtyřčlenná rodina Axmanových (zabarikádována 14 dní ve sklepě s okny zabedněnými železničními pražci) se včas neevakuovala a tak zažila dramatické boje o město mezi Němci a sovětskými vojáky (Wehrmachtem a Rudou armádou).

### Po druhé světové válce

#### Návštěva v Údolí smrti
Po skončení druhé světové války studovala Květoslava Bartoňová na Učitelském ústavu v Olomouci, kde ještě v roce 1945 tamní studenti zorganizovali sbírku šatstva a dalších potřebných věcí, jenž byly určeny pro druhou světovou válkou těžce zasažené obyvatele slovenských vesnic Vyšná Pisaná a Nižná Pisaná. Obě vesnice se nacházely v Údolí smrti, kde se během druhé světové války (v období od 21. října 1944 do 27. října 1944) odehrály těžké tankové boje, které byly součástí Karpatsko-dukelské operace. Učitelský ústav v Olomouci pověřil Květoslavu Bartoňovou, její kolegyni Věrou Kristkovou a ještě další dva gymnasisty transportem shromážděné charitativní pomoci na Slovensko. Po příjezdu na místo byly obě ženy šokovány bídou, kterou tam místní lidé ve zcela válkou zpustošeném kraji zažívali.
Bylo to tam úplně vybombardovaný. Dalo se tam chodit jen po určitých cestách, kde s vámi šel doprovod, protože všude byly nášlapné miny. Zůstala tam snad jediná zděná budova. Zbylo tam plno sirotků a děti spaly třeba po čtyřech na jedné posteli. ... Škola nebyla a všechno bylo zlikvidované, nezůstalo vůbec nic. Vzali jim i dobytek, hrozná bída a utrpení.
Květoslava Bartoňová, O bídě obyvatel slovenských vesnic v Údolí smrti, 

#### Organizace ročního pobytu
Bezprizorní děti prosily teprve osmnáctiletou Květoslavu Bartoňovou o pomoc a tak se rozhodla jim pomoci a to ihned po svém návratu do Olomouce. Pod záštitou právě vzniklé olomoucké pobočky Československé společnosti začala sama organizovat příjezd 45 dětí z Údolí smrti a jejich roční pobyt na Moravě. Samotné akci předcházely organizační kroky, v nichž musela pro děti od 6 do 14 let zajistit ubytování, lékařské vyšetření (některé děti měly infekční onemocnění oka a byly zavšivené), školní docházku a též shromáždit odpovídající finance. Jako mladá dívka „v roztrhaných teniskách“ navštěvovala firmy a instituce s prosbami o uvolnění finančních prostředků pro pobyt dětí. Finance nakonec shromáždila, navíce se jí podařilo zajistit, aby v klášteře u Voršilek našla alespoň část dětí ubytování a mohly tam chodit do školy. Po papírnictvích sehnala sešity, u knihařů knížky a u místního výrobce tašek a aktovek v Přerově dokonce i školní brašny. Všechny děti tak měly zajištěnu veškerou výbavu potřebnou pro školu (pastelky, pera, tašky, sešity, knížky, aktovky) a dokonce pro většinu z nich sehnala i oblečení a boty (některé z dětí přicestovaly bosé). Z celkového množství 45 dětí, jenž doputovaly do Olomouce se o 13 dívek postaraly sestry Voršilky, které je ubytovaly v penzionátu. Dalších třiceti dvou dětí se ujaly rodiny, které odpověděly na výzvu Československé společnosti.
Občas jsem se na ně chodila do rodin podívat a informovat se, jak se adaptují, ale nic víc. Záleželo mi na tom, aby byly v pořádku. Aby se učily a měly z toho něco, když už jsem se do toho dala. ... Některé děti jsem si také pozvala na návštěvu k sobě domů, kde jsem jim hrála na klavír.
Květoslava Bartoňová, o dětech umístěných v moravských rodinách, 
Po skončení pobytu zůstala část dětí na Moravě na trvalo a několika sirotků se ujali adoptivní rodiče. Sama organizátorka celé akce Květoslava Bartoňová se potom již z žádnými z dětí (až na dvě čestné výjimky) nesetkala a o této své charitativní akci nikde nereferovala.
Květoslava Bartoňová na začátku podzimu 1946 musela pokračovat ve studiu v novém školním roce v Učitelském ústavu v Olomouci (dokončila jej až v roce 1948), ale již v dubnu roku 1947 se stala členkou řádného výboru Československé společnosti a na pomoci dětem z východního Slovenska se podílela i v následujících dvou letech (tj. až do roku 1949).

### Komunistický režim
V roce 1948 pobývaly v Olomouci a okolí východoslovenské děti třetím rokem a v tomtéž roce (1948) dokončila Květoslava Bartoňová studium na Učitelském ústavu v Olomouci a nastoupila jako učitelka prvního stupně na základní školu do vesnice nedaleko Olomouce. Vyprávění jejího otce, který v Rusku zažil bolševickou revoluci (a po Únoru 1948 si nedělal žádné iluze o komunistickém režimu v Československu) ovlivnilo i skeptický a rezervovaný pohled Květoslavy Bartoňové na „nové pořádky“ ve společnosti (a z toho plynoucí i nesouhlas s Únorem 1948).
- Pozemky, které zakoupil její otec byly ve veřejném zájmu znárodněny[1] a její „neloajalita“ k režimu měla za následek, že byla často na své učitelské misi přeřazována do malých venkovských škol.[3]

- V roce 1950 se Květoslava Axmanová provdala za Ing. Miloslava Bartoně, který působil jako vědecký pracovník v oboru textilu a v chemii.[1] Manželova rodina vlastnila v obci Jedlí tkalcovnu bavlny, ta byla situována v malebném údolí potoka Březná a zaměstnávala kolem stovky lidí.[1] Komunisté jejich továrnu znárodnili[3] a rodinu (pouze s nejnutnějšími věcmi) přestěhovali do Štítů.[1] (Podnik pak převzal n. p. MEZ Postřelmov (MEZ = Moravské elektrotechnické závody), který tam po dlouhá léta vyráběl různá elektrická zařízení.[1])

- Teta Květoslavy Bartoňové se jmenovala Anna Axmanová a jako řádová sestra Remigie žila v německém řádu Milosrdných sester Panny Marie Jeruzalémské v klášteře v Bruntále.[1] V rámci likvidace ženských řádů v dubnu roku 1951 byl objekt kláštera obsazen příslušníky StB.[1] Zatčené řeholní sestry byly později obviněny (na základě podvržených důkazů) z udržování nedovolených spojení s odsunutými německými spolusestrami a s velmistrem Řádu německých rytířů ve Vídni.[1] Jednalo se o vážná obvinění z velezrady, ukrývání řádového majetku, nelegální vysílačky jakož i zbraní a nařčení z přípravy k ilegálnímu způsobu řádového života.[1] V té době v klášteře zastávala Anna Axmanová funkci tajemnice, rádkyně sester a důvěrnici sestry představené Anežky Antonie Witkové.[1] (Anna Axmanová byla zatčena během cesty vlakem od svého bratra už několik měsíců před akcí proti opavskému klášteru.[1]) Anna Axmanová se následkem tvrdých výslechů po 4 měsících nervově zhroutila, byla eskortována do ústavu pro nervově choré v Kroměříži a po měsíčním pobytu zde byla navrácena do ostravské vyšetřovací vazby.[1] V komunisty vykonstruovaném soudním procesu („Witková a spol.“),[3] který se konal ve dnech 25. února 1952 až 26. února 1952 v Opavě, byla Anna Axmanová odsouzena na 5 let odnětí svobody, během kterých pracovala ve vězení jako brusička bižuterie.[1] Po propuštění z výkonu trestu u ní byla diagnostikována rakovina plic (zemřela v prosinci roku 1967).[1]

- Jediný syn manželů Bartoňových Miloslav Bartoň zemřel na konci 80. let dvacátého století ve věku 36 let na rakovinu.[1] Úmrtí syna dávala jeho matka Květoslava Bartoňová do souvislosti s Černobylskou havárií jaderné elektrárny (26. dubna 1986).[1] V době havárie pracoval totiž její syn Miloslav jako lyžařský instruktor na svazích v Jeseníkách, které byly údajně později označeny za oblast nejvíce exponovanou radioaktivním spadem.[1] (Po návratu z hor mu začaly padat vlasy.[1])

### Závěr života
Po smrti syna naplňovala život Květoslavy Bartoňové radost z dcery. Ta se obdobně jako její matka stala učitelkou a matkou dvou dcer – vnuček Květoslavy Bartoňové. Květoslava Bartoňová ještě v roce 2016 bydlela s dcerou a zetěm stále v domě v Olomouci v Neředíně, který postavil její otec, František Axman. Zemřela v nedožitých 90 letech v roce 2017.